# Liste der Bodendenkmäler in Waal (Schwaben)
Auf dieser Seite sind die Bodendenkmäler in dem schwäbischen Markt Waal zusammengestellt. Diese Tabelle ist eine Teilliste der Liste der Bodendenkmäler in Bayern. Grundlage ist die Bayerische Denkmalliste, die auf Basis des Bayerischen Denkmalschutzgesetzes vom 1. Oktober 1973 erstmals erstellt wurde und seither durch das Bayerische Landesamt für Denkmalpflege geführt wird. Die folgenden Angaben ersetzen nicht die rechtsverbindliche Auskunft der Denkmalschutzbehörde.

## Bodendenkmäler in Waal

### Bodendenkmäler in der Gemarkung Bronnen
| Lage               | Objekt | Akten-Nr.     | Bild |
| ------------------ | --- | ------------- | ---- |
| Bronnen (Standort) | Mittelalterliche und frühneuzeitliche Befunde im Bereich der Katholischen Pfarrkirche St. Margareta in Bronnen. | D-7-7930-0088 |      |

### Bodendenkmäler in der Gemarkung Emmenhausen
| Lage                   | Objekt | Akten-Nr.     | Bild                       |
| ---------------------- | --- | ------------- | -------------------------- |
| Emmenhausen (Standort) | Grabhügel vorgeschichtlicher Zeitstellung.                                                                                                 | D-7-7930-0045 | Bodendenkmal D-7-7930-0045 |
| Emmenhausen (Standort) | Grabhügel vorgeschichtlicher Zeitstellung.                                                                                                 | D-7-7930-0047 | Bodendenkmal D-7-7930-0047 |
| Emmenhausen (Standort) | Grabhügel vorgeschichtlicher Zeitstellung.                                                                                                 | D-7-8030-0008 | Bodendenkmal D-7-8030-0008 |
| Emmenhausen (Standort) | Abgegangenes Schloss des späten Mittelalters und der frühen Neuzeit.                                                                       | D-7-8030-0011 | weitere Bilder             |
| Emmenhausen (Standort) | Befestigung vor- und frühgeschichtlicher Zeitstellung.                                                                                     | D-7-8030-0012 | Befestigung D-7-8030-0012  |
| Emmenhausen (Standort) | Burgstall des Mittelalters. | D-7-8030-0013 |                            |
| Emmenhausen (Standort) | Mittelalterliche und frühneuzeitliche Befunde im Bereich der Katholischen Pfarrkirche St. Ulrich in Emmenhausen und ihrer Vorgängerbauten. | D-7-8030-0125 |                            |

### Bodendenkmäler in der Gemarkung Waalhaupten
| Lage                   | Objekt | Akten-Nr.     | Bild |
| ---------------------- | --- | ------------- | ---- |
| Waalhaupten (Standort) | Brandopferplatz und Grabhügel vorgeschichtlicher Zeitstellung, mittelalterliche und frühneuzeitliche Befunde im Bereich der Katholischen Filialkirche St. Michael in Waalhaupten. | D-7-8030-0024 |      |
| Waalhaupten (Standort) | Mittelalterliche und frühneuzeitliche Befunde im Bereich der Katholischen Pfarrkirche Schmerzhafte Muttergottes in Waalhaupten und ihrer Vorgängerbauten.                         | D-7-8030-0127 |      |

### Bodendenkmäler in der Gemarkung Waal
| Lage            | Objekt | Akten-Nr.     | Bild                       |
| --------------- | --- | ------------- | -------------------------- |
| Waal (Standort) | Mittelalterlicher Turmhügel. | D-7-8030-0007 |                            |
| Waal (Standort) | Siedlung der römischen Kaiserzeit. | D-7-8030-0009 | Siedlung D-7-8030-0009     |
| Waal (Standort) | Mittelalterliche und frühneuzeitliche Dorfbefestigung von Waal.                                                                                                | D-7-8030-0069 |                            |
| Waal (Standort) | Mittelalterliche und frühneuzeitliche Befunde im Bereich der ehemals befestigten Marktsiedlung von Waal.                                                       | D-7-8030-0077 |                            |
| Waal (Standort) | Mittelalterliche und frühneuzeitliche Befunde im Bereich der Katholischen Filialkirche St. Nikolaus in Waal und ihrer Vorgängerbauten.                         | D-7-8030-0116 |                            |
| Waal (Standort) | Mittelalterliche und frühneuzeitliche Befunde im Bereich der mittelalterlichen Burg und des späteren Schlosses in Waal.                                        | D-7-8030-0117 |                            |
| Waal (Standort) | Mittelalterliche und frühneuzeitliche Befunde im Bereich der Katholischen Pfarrkirche und ehemalige Schlosskapelle St. Anna in Waal und ihrer Vorgängerbauten. | D-7-8030-0118 |                            |
| Waal (Standort) | Mittelalterliche und frühneuzeitliche Befunde im Bereich der Katholischen Kapelle Vierzehn Nothelfer bei Waal.                                                 | D-7-8030-0123 |                            |
| Waal (Standort) | Aufgelassener Friedhof der frühen Neuzeit. | D-7-8030-0135 |                            |
| Waal (Standort) | Grabhügel vorgeschichtlicher Zeitstellung. | D-7-8030-0142 | Bodendenkmal D-7-8030-0142 |